# Scylaticus venustus
Scylaticus venustus är en tvåvingeart som först beskrevs av Philippi 1865.  Scylaticus venustus ingår i släktet Scylaticus och familjen rovflugor. Inga underarter finns listade i Catalogue of Life.